# Lord
Lord – mężczyzna cieszący się władzą i autorytetem. Tytuł ten może mieć różne znaczenie, zależnie od kontekstu. Szkocki tytuł Laird nie jest jego odpowiednikiem i posiada węższe znaczenie.
W kontekście religijnym, ang. The Lord (Pan) odnosi się do Boga, zwłaszcza w religiach abrahamowych: chrześcijaństwie, islamie i judaizmie. W kwestii świeckiej w najszerszym znaczeniu tego słowa znaczy władca.
Etymologia angielskiego słowa lord ma odwołania do języka staroangielskiego, w którym hlaford (wcześniej hlaf-weard – strażnik chleba) nawiązywał do germańskich plemiennych zwyczajów, i oznaczał osobę odpowiedzialną za zaopatrzenie w żywność i jej podział. Żeński odpowiednik to lady.

## Religia
W języku angielskim pisany zawsze od dużej litery, „The Lord” (Pan) (hebr. Adonai, gr. Kyrios, łac. Dominus) jest określeniem Jahwe, Boga uznawanego zarówno przez żydów, jak i chrześcijan. Chrześcijanie używają również zwrotu „Nasz Pan” (ang.: „Our Lord”) lub „Pan” (ang.: „The Lord”) wobec Jezusa lub Boga.

## Feudalizm
W feudalizmie, tytuł lord (fr.: seigneur) to tytuł arystokratyczny, wiążący się z posiadaniem władzy nad pewnym obszarem oraz ludnością go zamieszkującą, traktowaną jako poddani i siła robocza. Poddani musieli składać lordowi przysięgę wierności. Tytuł lorda był w zasadzie dziedziczny i teoretycznie zapewniał posłuch podobny do tego, jaki wśród poddanych miał król. Zasadniczo tytuł lord jest odpowiednikiem tytułu barona, zwyczajowo jest także stosowany dla wyższej arystokracji.
Jako część dziedzictwa feudalizmu, współcześnie tytuł lorda może łączyć się z posiadaniem, jak np. „dziedzic” (ang. landlord). W wielu europejskich kulturach istnieją tytuły odpowiadające angielskiemu „mister” (hiszp. señor, wł. signore, niderl. Heer, niem. Herr) lub do angielskiego grzecznościowego „you” (polskie pan), porównywalnego z angielskim „gentleman”.

## Tytulatura
W Wielkiej Brytanii, Izba Lordów – tworzy izbę wyższą parlamentu. Do niedawna wielu dziedzicznych lordów (zwłaszcza angielskich, w przeciwieństwie do irlandzkich i szkockich) stawało się automatycznie członkami Izby Lordów, lecz House of Lords Act 1999 poczynił pewne odstępstwa od tej reguły.
W Wielkiej Brytanii używa się pięciu tytułów lordowskich, według rangi: książę (Duke), markiz (Marquess), earl, wicehrabia (Viscount) i baron; wszyscy lordowie używają tytulatury w formie: „Lord X”. Tytułu „lord” używa się też grzecznościowo wobec dzieci z rodów lordowskich, w tym przypadku w formie: „Lord (imię) (nazwisko)”. Wielu baronów, markizów itp. używa tytulatury: „Imię, nazwisko (tytuł, np. baron)”, na przykład Alfred Tennyson, 1st Baron Tennyson, również znany jako „Lord Tennyson”.
Sędziowie posiadający tytuł szlachecki również mają własne zasady tytulatury.
Niektóre wysokie urzędy państwowe mogą wiązać się z posiadaniem tytułu lorda, jak na przykład Lord Wielki kanclerz. Tytuł lorda wiąże się także z godnością burmistrza większych miast np. Lord Mayor of London.
Inny angielski tytuł, „lord dworski” (lord of the manor), nie jest uwzględniony w hierarchii tytułów szlacheckich i nie daje prawa do zasiadania w Izbie Lordów. Wskazuje jedynie, że jego posiadacz jest właścicielem ziemskim.
Szkocki tytuł „laird” jest tradycyjnym określeniem posiadacza ziemskiego, niekoniecznie utytułowanego, i odnosi się najczęściej do średniej szlachty. Szkoccy feudałowie jeszcze w średniowieczu używali angielskiego tytułu lord (np. Lord of the Isles).